# Burton upon Trent
Burton upon Trent (även: Burton-on-Trent eller enbart Burton) är en stad i grevskapet Staffordshire i England. Staden är huvudort i distriktet East Staffordshire och ligger vid floden Trent, nära gränsen till Derbyshire. Den är belägen cirka 17 kilometer sydväst om Derby och cirka 38 kilometer nordväst om Leicester. Tätortsdelen (built-up area sub division) Burton upon Trent hade 72 299 invånare vid folkräkningen år 2011.
Staden är känd för sin bryggeriindustri. Mellan 1901 och 1974 var staden en county borough, en av de minsta i England. Burton upon Trent var en civil parish fram till 1974. Civil parish hade 50 751 invånare år 1961. Fotbollslaget Burton Albion FC från staden spelar sedan 2018 i League One.